# 장마리 로레
장마리 로레(프랑스어: Jean-Marie Loret, 1918년 3월 18일 ~ 1985년 2월 14일)는 프랑스의 철도원으로 자신이 아돌프 히틀러의 숨겨진 아들이라고 주장한 인물이다.

## 생애
그는 히틀러가 1917년에 16세의 프랑스 소녀 샤를로트 로브조와와 사랑에 빠져 아들을 낳았는데, 그게 자신이라고 주장했다. 로레의 어머니 로브조와는 죽기 직전까지 로레의 아버지가 히틀러라는 사실을 숨겼다. 로브조와가 죽고 난 뒤, 로레는 그녀의 다락방에서 초상화를 발견했다. 한때 미술교육을 받았던 히틀러가 그린 것으로 추정되는 히틀러의 서명이 담긴 그림이었다. 그걸 통해 로레는 자신의 아버지가 히틀러라는 사실을 알았다고 한다.
로레는 1985년에 죽기 전 《너의 아버지는 히틀러다》라는 회고록을 통해 이 사실을 폭로했다. 실제로 장 마리 로레는 히틀러와 혈액형이 같고 외모가 닮았다고 한다. 공식적으로 히틀러에게 자식은 없었지만, 히틀러에게 숨겨진 자식이 있다는 이야기는 여기저기서 떠돌고 있었다.
그가 정말로 히틀러의 아들이었나에 대해서 논란이 많았는데, 2012년 3월 제2차 세계대전에 참전한 영국 군인의 기록이 발견되면서 논란이 가열되고 있다.
그는 1939년부터 독일군에 맞서 싸우다가 프랑스 레지스탕스 활동에 참가하였는데, 만약 그가 히틀러의 아들이 맞다면 그는 아버지를 향해 총을 겨눈 셈이 된다.
하지만 2008년 히틀러의 혈족과 로레의 유전자를 비교분석한 결과 로레가 히틀러의 미국인 친척의 후손과 Y염색체를 공유하지 않는다는 점이 나왔지만 Y 염색체로는 같은 유전자인지 동일 유전자인지 유전자 비교 분석이 불가능하다.